# 印第亞羅巴
11°31′08″S 37°30′43″W / 11.51889°S 37.51194°W
印第亞羅巴（葡萄牙語：Indiaroba），是巴西的城鎮，位於該國東北部，由塞爾希培州負責管轄，始建於1846年，面積314平方公里，海拔高度26米，2010年人口15,861，人口密度每平方公里50.58人。